# باري رينولدز
باري رينولدز (بالإنجليزية: Barry Reynolds)‏ هو عازف قيثارة وملحن وكاتب أغاني بريطاني، ولد في القرن العشرين في بولتن في المملكة المتحدة.

## وصلات خارجية
- باري رينولدز على موقع IMDb (الإنجليزية)
- باري رينولدز على موقع ميوزك برينز (الإنجليزية)
- باري رينولدز على موقع ديسكوغز (الإنجليزية)